# シーナカリン通り
シーナカリン通り(シーナカリンどおり、泰: ถนนศรีนครินทร์, 英: Srinagarindra Road)は、タイのバンコクにある道路。
スワンナプーム国際空港とバンコク中心部のほぼ中間に位置し、ラートプラオ通りとともに、数少ないバンコクの環状線を形成している。
名称は国王ラーマ9世（通称プミポン国王）の母親であるシーナカリンタラー＝ボーロマラーチャチョンナニー王太后にちなんでいる。

## 接続する主な道路
- ラートプラオ通り
- ラーマ9世通り
- パタナカン通り
- ソイ・オンヌット ( スクンビット通りのソイ77 )
- バンナー・トラート通り

## 周辺にある施設
- Seacon Square.seaconsquare.
- Paradise park  .paradisepark
- フアマーク駅（タイ国有鉄道）